# Carmine Infantino
Carmine Infantino (Brooklyn, Nueva York, 24 de mayo de 1925 - Manhattan, 4 de abril de 2013) fue un artista y editor de historietas estadounidense, uno de los principales exponentes de la Edad de Plata de los comic-books. Ha ganado varios premios prestigiosos por su trabajo y en una encuesta organizada por la Guía del Comprador de Cómics fue elegido el mejor artista en lápiz de todos los tiempos.

## Primeros años
Carmine Infantino nació en el apartamento de su familia en Brooklyn, Nueva York. Su padre, Pasquale "Patrick" Infantino, nacido también en Nueva York, era músico (tocaba el saxofón, el clarinete y el violín) y tenía una banda con el compositor Harry Warren, pero con la crisis económica de la Gran Depresión comenzó a trabajar como plomero. La madre de Carmine, Angela Rosa DellaBadia, era una inmigrante italiana de Calitri, un pueblo al noreste de Nápoles.
Infantino asistió a las escuelas públicas 75 y 85 de Brooklyn antes de ingresar a la Escuela de Arte Industrial de Manhattan. Durante su primer año de secundaria, comenzó a trabajar para Harry "A" Chesler, cuyo estudio era compartido por varios artistas emergentes que aspiraban a que sus historietas fueran publicadas por algún periódico importante, durante la Edad de Oro de los comic-books. Según el propio Infantino:

Cuando era joven, solía ir a las compañías, entrar e intentar conocer gente; nunca pasaba nada. Un día entré a este lugar en la calle 23, este viejo depósito destruido, y conocí a Harry Chesler. En ese momento creía que era un hombre malo, que usaba a las personas y se apropiaba de los artistas, pero fue muy dulce conmigo. Me dijo: 'Mira, niño, Vienes aquí, te daré un dólar por día, pero estudia arte, aprende y crece'. Era muy lindo de su parte, pensé. Hizo eso por mí durante un verano entero.

## Carrera
Infantino trabajó con varios editores durante la década; una de sus colaboraciones más notables fue con Frank Giacoia, con quien ilustró historietas de Jack Frost (uno encargado de los borradores y otro del lápiz final) para USA Comics. Fue el dibujante de Airboy y de Heap para Hillman Periodicals, trabajó con Jack Binder en Fawcett Comics, fue artista para Holyoke Publishing durante un corto período de tiempo y finalmente llegó a DC Comics. Su primera obra publicada para DC fue "El Canario Negro", una historia de seis páginas de Johnny Thunder que introdujo el personaje Canario Negro en Flash Comics #86 (agosto de 1947). La prolongada sociedad de Infantino con Flash comenzó con la historia "La ciudad secreta", incluida en All-Flash #31 (Oct.-Nov. 1947). También dibujó a Linterna Verde y la Sociedad de la Justicia de América de la Edad de Oro.
Durante la década de 1950, Infantino trabajó de manera independiente para la compañía de Joe Simon y Jack Kirby, Prize Comics, como artista de la serie Charlie Chan, que muestra la influencia tanto de los estilos artísticos de Kirby como de los de Milton Caniff. En DC, durante una caída de la popularidad de los superhéroes, Infantino dibujó historietas del oeste, de misterio y de ciencia ficción. A medida que su estilo fue evolucionando, comenzó a dejar de lado los rasgos propios de Kirby y Caniff y desarrolló un estilo limpio y lineal.

### Edad de Plata
En 1956, el editor de DC Julius Schwartz les asignó al guionista Robert Kanigher y a Infantino la tarea de resucitar por primera vez a uno de los superhéroes de la compañía: una versión actualizada de Flash que aparecería en el número 4 de la serie Showcase, en octubre de 1956. Infantino diseñó el que se convertiría en el clásico uniforme rojo con detalles en amarillo, similar al del Capitán Marvel; trató de hacerlo lo más aerodinámico posible y creó un nuevo lenguaje visual que permitiera representar la velocidad de Flash, mediante una estela azul y amarilla. El éxito final del nuevo Flash trajo consigo el regreso masivo de los superhéroes, y el comienzo de lo que los fanáticos e historiadores conocen como la Edad de Plata de los comic-books.
Infantino dibujó El Flash de dos mundos, un hito en la historia de los cómics publicado en el número 123 del cómic book The Flash, en septiembre de 1961. El flash de dos mundos presenta por primera vez Tierra-2 y el concepto de Multiverso en DC Comics. Infantino siguió trabajando para Schwartz en sus otras historietas, como "Adam Strange" en Mystery in Space, en reemplazo de Mike Sekowsky, el artista de los números 17 a 19 de Showcase. En 1964, a Schwartz se le encomendó la tarea de revivir las historietas de Batman y delegó el trabajo en el guionista John Broome e Infantino, quienes removieron los aspectos más "tontos" de la serie (como Ace the Bathound y Bat-Mite) y le dieron una dirección más detestivesca a Batman y Robin, con dibujos más definidos, lo que fue una combinación efectiva. Otros personajes e historietas que Infantino dibujó en DC fueron "The Space Museum" y Elongated Man. Con Gardner Fox, Infantino cocreó a Barbara Gordon como una nueva versión de Batichica en una historia titulada "¡El debut de un millón de dólares de Batichica!", incluida en el número 359 de Detective Comics (enero de 1967). En 1967, Infantino cocreó a Deadman con el guionista Arnold Drake y publicaron su historieta debut en el número 205 de Strange Adventures, puesto a la venta en octubre del mismo año. En la historia apareció la primera descripción conocida de narcóticos en una historieta aprobada por la Comics Code Authority.
Después del fallecimiento de Wilson McCoy, el artista de la tira de prensa The Phantom, Infantino terminó una de sus últimas historias. Fue uno de los candidatos para dibujar The Phantom en reemplazo de McCoy, pero Sy Barry fue elegido en su lugar.

### Director editorial de DC Comics
A finales de 1966 y principios de 1967, Irwin Donenfeld le asignó a Infantino la tarea de diseñar las portadas para la línea completa de DC. Stan Lee se enteró del trato y se acercó al artista con una oferta de $22 000 para trabajar para Marvel. El editor Jack Liebowitz confirmó que DC no podría igualar la oferta, pero sí podría ascender a Infantino a director artístico. Aunque al principio se mostró reticente a aceptar, finalmente lo hizo y decidió quedarse en DC. Cuando Kinney National Company compró DC, Infantino pasó a ser director editorial. Comenzó contratando nuevos talentos y promoviendo artistas a diferentes posiciones editoriales: contrató a Dick Giordano de Charlton Comics, ascendió a Joe Orlando, Joe Kubert y Mike Sekowsky a editores y atrajo a nuevos talentos como el artista Neal Adams y el escritor Denny O'Neil. O'Neil modernizó a varios de los personajes más antiguos de DC, como a la Mujer Maravilla, Batman, Linterna Verde, Flecha Verde y Superman.
En 1970, Infantino contrató al artista estrella de Marvel Comics, Jack Kirby, para DC Comics. Comenzando con Superman's Pal Jimmy Olsen, Kirby creó su saga "Cuarto Mundo", que abarcó el título ya existente y tres nuevas series que creó más adelante. Después de la cancelación de la saga, Kirby creó numerosas series más para DC, entre las que se incluyen OMAC, Kamandi, Etrigan y, junto con su antiguo compañero Joe Simon, una nueva encarnación de The Sandman. En 1975 regresó a Marvel a trabajar como artista independiente.
A principios de 1971, en una época de baja en ventas de la compañía, Infantino asumió el cargo de editor de DC, e intentó aplicar varios cambios. En un intento de incrementar las ganancias, aumentó el precio de los libros de cómics de quince a veinticinco centavos y añadió más páginas, que consistieron en reimpresiones y nuevas historietas secundarias. Marvel también aumentó sus precios, y luego los bajó a veinte centavos; DC se mantuvo en su precio de veinticinco centavos durante un año, lo que la perjudicó en sus ventas totales.
Infantino y el guionista Len Wein cocrearon "Human Target", un personaje que apareció en el número 419 de Action Comics, publicado en diciembre de 1972. El personaje fue adaptado a una serie de televisión de corta duración de la ABC, protagonizada por Rick Springfield, que se estrenó en julio de 1992.
Después de trabajar con el guionista Mario Puzo en la película Superman: The Movie, Infantino colaboró con Marvel en la histórica publicación crossover de la compañía, Superman vs. the Amazing Spider-Man. En enero de 1976, antes de que se conocieran los valores de las ventas del libro, Warner Communications reemplazó a Infantino por Jenette Kahn, una cara nueva en el campo de las historietas. Infantino volvió a trabajar como artista independiente.

### Últimos años
En los años siguientes, Infantino fue el artista de varios cómics de Warren Publishing y de Marvel, incluyendo Star Wars, Spider-Woman y Nova. En 1981, regresó a DC Comics y cocreó una nueva versión de "Dial H for Hero" con el guionista Marv Wolfman, incluida en el número 272 de Legion of Super-Heroes, publicada en febrero de ese año. Infantino retomó las historietas de Flash en el número 296, de abril, e ilustró el cómic book hasta su cancelación, en octubre de 1985. Otros proyectos en los que trabajó durante la década de 1980 incluyen el lápiz final en The Daring New Adventures of Supergirl, una miniserie de Red Tornado y un cómic book relacionado con la serie de televisión V.
En 2004, demandó a DC por los derechos sobre ciertos personajes que dice haber creado cuando trabajaba de manera independiente para la compañía. Entre estos se incluyen varios personajes de Flash, como Wally West, Iris West, el Capitán Frío, Captain Boomerang, Mirror Master y Gorilla Grodd, además de Elongated Man y Batichica.
Infantino ha contribuido en dos libros que tratan sobre su vida y su carrera: The Amazing World of Carmine Infantino (Vanguard Productions, ISBN 1-887591-12-5) y Carmine Infantino: Penciler, Publisher, Provocateur (Tomorrows Publishing, ISBN 1-60549-025-3).
Es el tío del músico Jim Infantino, de la banda de Massachusetts Jim's Big Ego. Fue uno de los artistas que diseñaron la portada del álbum de la banda They're Everywhere, que incluye una canción sobre Flash llamada "The Ballad of Barry Allen".
Infantino falleció el 4 de abril de 2013, a la edad de 87 años en su domicilio de Manhattan.

## Obras
Las obras que ha ilustrado incluyen:

### DC
- Action Comics (Human Target) #419 (1972); (Superman, Nightwing, Linterna Verde, Deadman) #642 (1989)
- Adventure Comics (Canario Negro) #399 (1970); (Dial H for Hero) #479-485, 487-490 (1981–82)
- Adventures of Rex, the Wonder Dog (Detective Chimp) #1-4, 6, 13, 15-46 (1952-1959)
- Batman #165-175, 177, 181, 183-184, 188-192, 194-199, 208, 220, 234-235, 255, 258-259, 261-262 (1964-1975)
- Best of DC (Los Jóvenes Titanes) #18 (1981)
- Brave and the Bold #67, 72, 172, 183, 190, 194 (1966-83)
- Danger Trail (miniseries) #1-4 (1993)
- DC Challenge #3 (1986)
- DC Comics Presents (Superman & the Flash) #73 (1984)
- DC Comics Presents: Batman (tributo a Julius Schwartz) (2004)
- Detective Comics (Batman): #327, 329, 331, 333, 335, 337, 339, 341, 343, 345, 347, 349, 351, 353, 355, 357, 359, 361, 363, 366-367, 369; (Elongated Man): #327-330, 332-342, 344-358, 362-363, 366-367, 500 (1964–67, 1981)
- Flash #105-174 (1959–67), #296-350 (1981–85)
- Linterna Verde, vol. 2, #53 (1967); (Adam Strange): #137, 145-147; (Green Lantern Corps) #151-153 (1981–82)
- House of Mystery #294, 296 (1981)
- Liga de la Justicia #200, 206 (1982)
- Legion of Super-Heroes (adelanto Dial "H" for Hero) #272; (historia secundaria) #289 (1981-1982)
- Mystery in Space #117 (1981)
- Phantom Stranger #1-3, 5-6 (1952–53)
- Red Tornado, miniserie, #1-4 (1985)
- Secret Origins (Adam Strange) #17; (Gorilla Grodd) #40; (Space Museum) #50; (Flash) Annual #2 (1987–90)
- Showcase (Flash) #4, 8, 13, 14 (1956–58)
- Strange Adventures (Deadman) #205 (1967)
- Supergirl, vol. 2, #1-20, 22-23 (1982–84)
- Superman (Supergirl) #376; (Superman) #404 (1982–85)
- Superman conoce al Quik Bunny (1987)
- Los Jóvenes Titanes #27, 30 (1970)
- V #1-3, 6-16 (1985-86)
- World's Finest Comics (Hombre Halcón) #276, 282 (1982)

### Marvel
- Los Vengadores #178, 197, 203, 244 (1978–84)
- Capitán América #245 (1980)
- Daredevil #149-150, 152 (1977–78)
- Los Defensores #55-56 (1978)
- Ghost Rider #43-44 (1980)
- Howard the Duck #21, 28 (1978)
- Hulk #244 (1980)
- Iron Man #108-109, 122, 158 (1978–82)
- Marvel Fanfare (Doctor Strange) #8; (Shanna, the She-Devil) #56 (1991)
- Marvel Preview (Star-Lord) #14-15 (1978)
- Marvel Team-Up #92-93, 97, 105 (1980–81)
- Ms. Marvel #14, 19 (1978)
- Nova #15-20, 22-25 (1977–79)
- Savage Sword of Conan #34 (1978)
- Spider-Woman #1-19 (1978–79)
- Star Wars #11-15, 18-37, 45-48, Annual #2 (arte completo); #53-54 (con Walt Simonson) (1978–82)
- Super-Villain Team-Up #16 (May 1979)
- What If (Nova) #15; (Ghost Rider, Spider-Woman, Captain Marvel) #17 (1979)

### Warren
- Creepy #83-90, 93, 98 (1976–78)
- Eerie #77, 79-84 (1976–77)
- Vampirella (historias secundarias) #57-60 (1977)

## Premios
Los premios que ha ganado Infantino incluyen:
- 1958 Premio de la National Cartoonists Society al mejor comic book
- 1961 Premio Alley al mejor número individual: The Flash #123 (con Gardner Fox)
- 1961 Premio Alley a la mejor historia: "Flash of Two Worlds", The Flash #123 (con Gardner Fox)
- 1961 Premio Alley al mejor artista
- 1962 Premio Alley a la mejor historia de gran extensión: "The Planet that Came to a Standstill!", Mystery in Space #75 (con Gardner Fox)
- 1962 Premio Alley al mejor artista en lápiz
- 1963 Premio Alley al mejor artista
- 1964 Premio Alley a la mejor historia corta: "Doorway to the Unknown", The Flash #148 (con John Broome)
- 1964 Premio Alley al mejor artista en lápiz
- 1964 Premio Alley a la mejor portada de cómic book (Detective Comics #329 con Murphy Anderson)
- 1967 Premio Alley a la mejor historia de gran extensión: "Who's Been Lying in My Grave?", Strange Adventures #205 (con Arnold Drake)
- 1967 Premio Alley a la mejor tira nueva: "Deadman" en Strange Adventures (con Arnold Drake)
- 1969 Premio Alley especial por ser la persona "que ejemplifica el espíritu de la innovación y la inventiva en el campo del arte del cómic".
- 1985: Fue uno de los homenajeados por DC Comics en la publicación del quincuagésimo aniversario de la compañía, Fifty Who Made DC Great.[29]